# Biografielijst Ag

## Aga
- Ruti Aga (1994), Ethiopisch atlete
- Aga Khan IV (1936-2025), Brits-Portugees Sjiitisch imam
- Yaacov Agam (1928), Israëlisch beeldend kunstenaar, schilder en beeldhouwer
- Vitaliano Agan (1935-2009), Filipijns politicus
- Terrence Agard (1990), Curaçaos/Nederlands atleet
- Andre Agassi (1970), Amerikaans tennisser

## Agb
- Aguedo Agbayani (1919-2003), Filipijns afgevaardigde en gouverneur
- Gabriel Agbonlahor (1986), Engels voetballer

## Agc
- Mehmet Ali Ağca (1958), Turks pleger van aanslag op paus Johannes Paulus II (1981)

## Agd
- Simen Agdestein (1967), Noors schaker en voetballer

## Age
- Philip Agee (1935-2007), Amerikaans spion, publicist en klokkenluider
- Fleur Agema (1976), Nederlands ontwerpster en politica
- Ronald Agénor (1964), Amerikaans-Haïtiaans tennisser
- Rob Agerbeek (1937-2023), Indonesisch-Nederlands jazzpianist
- Terry Agerkop (1939-2024), Surinaams taekwondoka en etnomusicoloog

## Agg
- Robin van Aggele (1984), Nederlands zwemmer
- Daniel Agger (1984), Deens voetballer
- Elio Aggiano (1972), Italiaans wielrenner
- Khoudir Aggoune (1981), Algerijns atleet

## Agh
- Shohreh Aghdashloo (1952), Iraans-Amerikaans actrice
- Joseph Aghoghovbia (1941-2010), Nigeriaans voetballer

## Agi
- Agilfridus (-787), bisschop van Luik
- Josu Agirre (1981), Spaans wielrenner
- Senna Agius (2005), Australisch motorcoureur

## Agl
- Marilyn Agliotti (1979), Nederlands hockeyster
- Gregorio Aglipay (1860-1940), Filipijns kerkelijk leider

## Agn

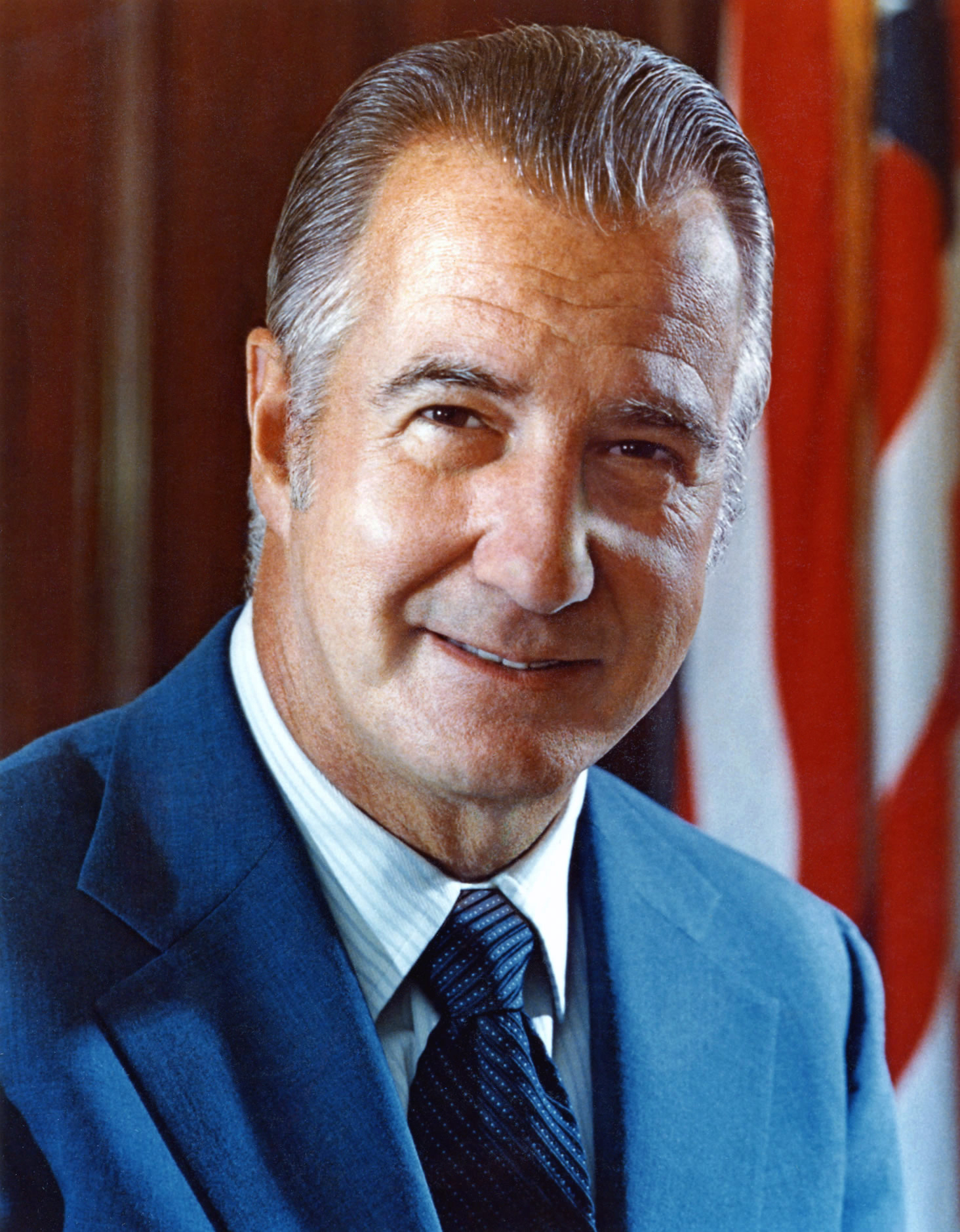
Spiro Agnew

- Yannick Agnel (1992), Frans zwemmer
- Gianni Agnelli (1921-2003), Italiaans industrieel
- Susanna Agnelli (1922-2009), Italiaans politica en zakenvrouw
- Geraldo Majella Agnelo (1933-2023), Braziliaans geestelijke en kardinaal
- Agnes van Hessen (?-1332), Duits landgravin
- Agnes van Leiningen (?-1299), regentes van het graafschap Nassau
- Agnes van Veldenz (?-na 1398), Duits gravin
- Maria Gaetana Agnesi (1718-1799), Italiaans wiskundige, taalkundige en filosofe
- Spiro Agnew (1918-1996), Amerikaans vicepresident onder Nixon (1969-1973)
- Stuart Agnew (1949), Brits politicus
- Valerio Agnoli (1985), Italiaans wielrenner
- Luigi Agnolin (1943), Italiaans voetbalscheidsrechter
- Christophe Agnolutto (1969), Frans wielrenner
- Sjmoeël Joseef Agnon (1888-1970), Israëlisch schrijver en Nobelprijswinnaar

## Ago
- Ansi Agolli (1982), Albanees voetballer
- Felipe Agoncillo (1859-1941), Filipijns diplomaat en politicus
- Marcela Agoncillo (1859-1946), Filipijns historisch figuur
- Teodoro Agoncillo (1912-1985), Filipijns historicus
- Joaquim Agostinho (1943-1984), Portugees wielrenner
- Giacomo Agostini (1942), Italiaans motorcoureur
- Riccardo Agostini (1994), Italiaans autocoureur
- Benjamin Agosto (1982), Amerikaans kunstschaatser
- Ugo Agostoni (1893-1941), Italiaans wielrenner

## Agr
- Corazon Agrava (1915-1997), Filipijns rechter
- Vantika Agrawal (2002), Indiase schaakster
- Peter Agre (1949), Amerikaans moleculair bioloog en Nobelprijswinnaar
- Ayla Ågren (1993), Noors-Zweeds autocoureur
- Evgeny Agrest (1966), Zweeds schaker
- Livio Agresti (ca. 1508/1510-ca. 1580), Italiaans kunstschilder
- Alexander Agricola (1446-1538), Vlaams componist
- Georgius Agricola (1494-1555), Duits wetenschapper
- Rudolf Agricola (1444?-1485), Nederlands filosoof
- Marcus Vipsanius Agrippa (63-12 v.Chr.), Romeins veldheer
- Agrippina de Jongere (15-59), lid van de Romeinse keizerlijke familie
- Agrippina de Oudere (14 v.Chr.-33 n. Chr.), echtgenote van Germanicus

## Ags
- Estella Agsteribbe (1909-1943), Nederlands gymnaste

## Agt

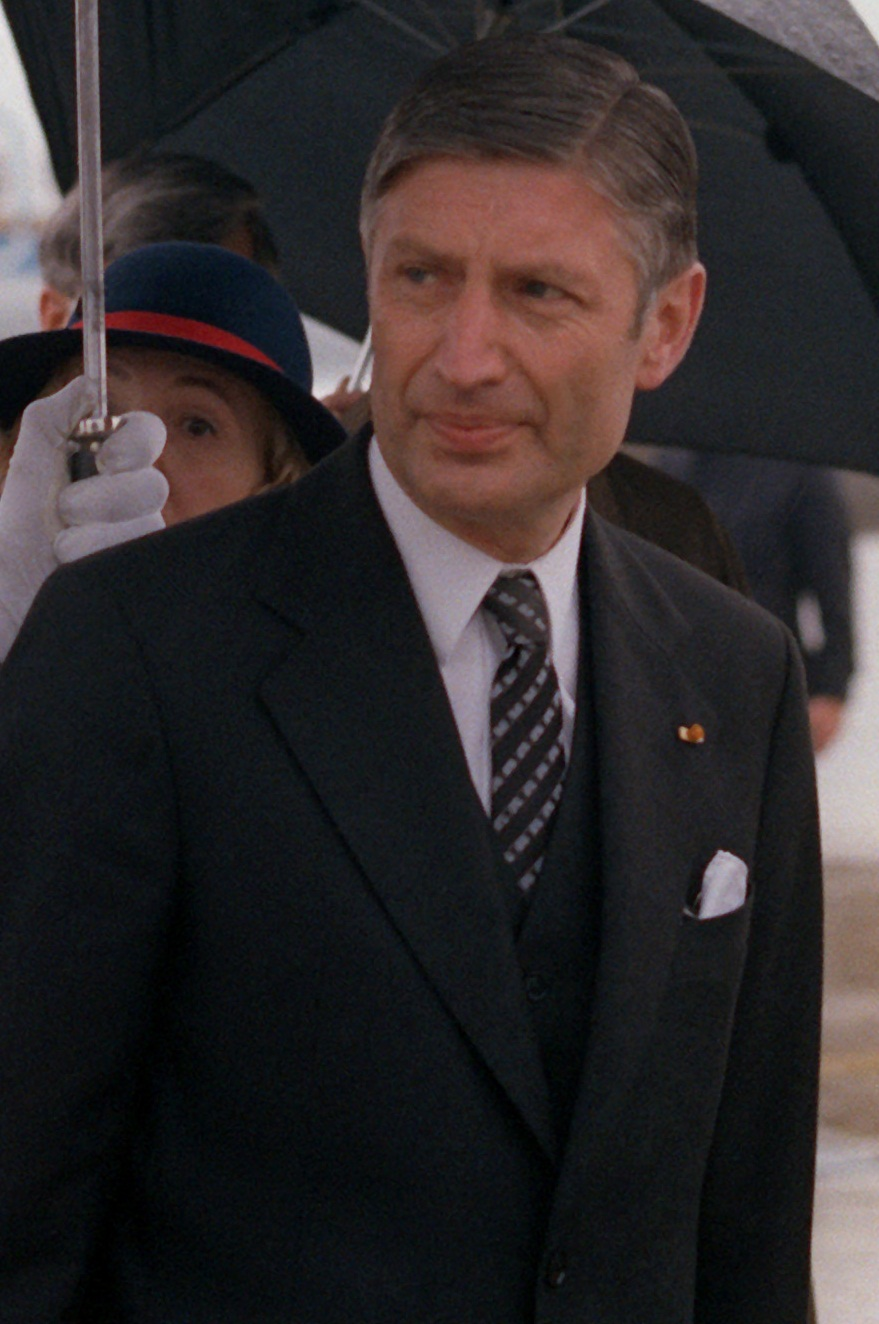
Dries van Agt

- Dries van Agt (1931-2024), Nederlands advocaat, ambtenaar, rechtsgeleerde, politicus, premier (1977-1982), diplomaat en activist
- Marjo van Agt (1958), Nederlands atlete
- Harm Agteresch (1943-2011), Nederlands komiek
- Peter van Agtmaal (1982), Nederlands wielrenner

## Agu
- Rui Águas (1960), Portugees voetballer en voetbalcoach
- Pascual Antonio Aguilar Barranza (1919-2007), Mexicaans zanger en acteur
- Adolfo Aguilar Zínser (1949-2004), Mexicaans politicus en diplomaat
- Alessandra Aguilar (1978), Spaans atlete
- Freddie Aguilar (1953-2025), Filipijns muzikant
- Michael Aguilar (1979), Belizaans atleet
- Emilio Aguinaldo (1869-1964), Filipijns president
- Carlos Aguilera (1964), Uruguayaans voetballer
- Christina Aguilera (1980), Amerikaans zangeres
- Jessica Aguilera (1985), Nicaraguaans atlete
- Álex Aguinaga (1969), Ecuadoraans voetballer
- Mark Aguirre (1959), Amerikaans basketballer
- Pedro Aguirre Cerda (1879-1941), Chileens staatsman
- Javier Aguirre Onaindia (1958), Mexicaans voetballer
- Francisco Antonio de Agurto (1640-1702), landvoogd van de Zuidelijke Nederlanden
- Gilberto Agustoni (1922-2017), Zwitsers geestelijke en kardinaal
- Lameck Aguta (1971), Keniaans atleet

## Agy

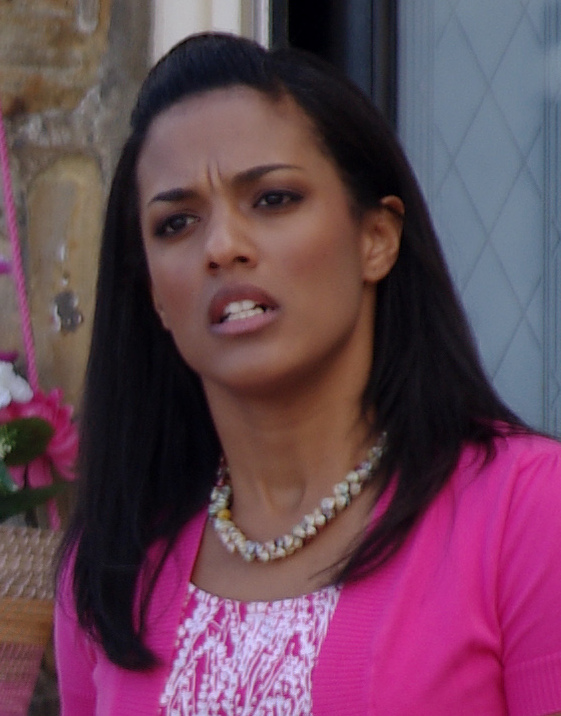
Freema Agyeman, 2012

- Freema Agyeman (1979), Brits actrice